# مايومي ياماغوتشي
مايومي ياماغوتشي (山口眞弓 ياماغوتشي مايومي) هي مؤدية أصوات يابانية ولدت في 12 مايو 1975 في محافظة إيواته.

## أدوارها في الأنمي

### مسلسلات أنمي تلفزيونية
- أبطال الديجيتال الجزء الأول - كاسر
- أبطال الديجيتال الجزء الثاني - كاسر
- أبطال الديجيتال الجزء الثالث - رافع
- خيميائي الفولاذ - إنفي
- ناروتو - أوروتشيمارو (أيام الطفولة)
- ناروتو شيبودن - أوروتشيمارو (أيام الطفولة)
- NEEDLESS - أوتين
- ساموراي تشامبلو - سوسكي
- بلاك كات - شيكي
- غاد غارد - ليندا
- كوكب ملك الوحوش - يادو
- بلاسريتر - هانا
- كوبرا ذي أنيميشن - بلاكبورن

### أفلام أنمي
- فيلم خيميائي الفولاذ: محتل شامبالا - إنفي
- سلسلة أفلام ديجيمون أدفنتشر تراي
  - ديجيمون أدفنتشر تراي الفصل الأول: لم الشمل - غابومون
  - ديجيمون أدفنتشر تراي الفصل الثاني: العزيمة - غابومون

## أدوارها في ألعاب الفيديو
- ديجيمون ستوري: سايبر سلوث - غابومون

## وصلات خارجية
- مايومي ياماغوتشي على موقع IMDb (الإنجليزية)
- مايومي ياماغوتشي على موقع ميوزك برينز (الإنجليزية)
- مايومي ياماغوتشي على موقع قاعدة بيانات الفيلم (الإنجليزية)
- مايومي ياماغوتشي على موقع ANN person (الإنجليزية)